# أوسكار أريدوندو
أوسكار أريدوندو (بالإسبانية : Oscar Paulino Arredondo de la Mata) و اسمه الكامل هو أوسكار باولينو أرريدوندو دي لا ماتا، ولد يوم 18 يوليو 1918، و توفي يوم 20 يوليو 2001 عالم حفريات كوبي. ووصف عددا من الطيور والثدييات في الفترة الرباعية من الحفريات التي تم الحصول عليها من الكهوف الكوبية. وقد أطلق عليه «أب علم الحفريات الفقارية الكوبية».